# Cimișlia (gemeente)

Cimișlia is een gemeente - met stadstitel - en de hoofdplaats van de Moldavische bestuurlijke eenheid (unitate administrativ-teritorială) Cimișlia.
De gemeente telt, samen met de deelgemeenten Bogdanovca Nouă, Bogdanovca Veche en Dimitrovca 14.200 inwoners (01-01-2012).